# Trent Reznor
Michael Trent Reznor [ˈmaɪkəl tɹɛnt ˈrɛznɔɹ], simplement dit Trent Reznor, est un auteur-compositeur-interprète et producteur de musique américain, né le 17 mai 1965 à Mercer (Pennsylvanie). 
Il est le fondateur officiel et unique membre de Nine Inch Nails depuis 1988 ainsi que l'un des musiciens de How To Destroy Angels, groupe de musique post-industrielle formé en 2010,, aux côtés de son épouse Mariqueen Maandig et Atticus Ross.
Il est aussi connu pour le duo de compositeurs qu'il forme avec son meilleur ami Atticus Ross sur plusieurs musiques de films. Ensemble, ils ont notamment signé les bandes originales des films The Social Network (2010), Mank (2020), Soul (2020), Bones and All (2022), Empire of Light (2023). Ils ont gagné à deux reprises l'Oscar de la meilleure musique de film en 2010 et 2020.
Reznor a débuté avec des groupes comme Option 30, The Innocent et Exotic Birds, au milieu des années 1980. Il a travaillé pour Right Track Studios à Cleveland et a commencé à créer sa propre musique pendant les heures de fermeture du studio. Pretty Hate Machine, son premier album avec Nine Inch Nails est un succès critique et commercial et depuis, il a sorti sept albums studio.
En dehors de Nine Inch Nails, il a collaboré avec divers artistes tels que David Bowie, Marilyn Manson ou Saul Williams, et a composé la musique du jeu vidéo Quake.
En 1997, le magazine Time le classe parmi les Américains les plus influents de l'année, et Spin le décrit comme l'artiste « le plus essentiel dans la musique ».
En 2007, il quitte la maison de disques Interscope Records et compose depuis en tant qu'artiste indépendant.

## Jeunesse
Michael Trent Reznor est né à Mercer, en Pennsylvanie. Il est le fils de Nancy Lou (née Clark) et Michael Reznor. Après le divorce de ses parents, il vit avec ses grands-parents maternels, tandis que sa sœur Tera vit avec sa mère. Reznor est un descendant direct de George Reznor, qui a fondé la Reznor Company, une entreprise de chauffage et de climatisation fondée en 1888. La famille a vendu l'entreprise durant les années 1960,.
Reznor commence à jouer du piano à l'âge de cinq ans et montre une aptitude précoce pour la musique. Dans une interview de 1995, son grand-père, Bill Clark, déclare : « La musique était sa vie, dès son plus jeune âge. Il était si doué ». Son ancien professeur de piano Rita Beglin dit de lui « Reznor me rappelait toujours Harry Connick, Jr quand il jouait. ». Reznor reconnait que son existence protégée en Pennsylvanie lui a laissé un sentiment d'isolement vis-à-vis du monde extérieur. Dans une interview en 1994 avec le magazine Rolling Stone, il rapproche cette expérience de sa trajectoire musicale :
« Je ne sais pas pourquoi je tiens à faire ces choses, mis à part mon désir d'échapper de Small Town (États-Unis), de repousser les limites. Ce n'est pas un mauvais endroit où j'ai grandi, mais il n'y avait rien à faire, que des champs de maïs. Mon expérience de la vie se résumait à regarder des films, la télévision, lire des livres et des magazines. Et quand votre putain de culture est construite à partir de la télévision, vous êtes bombardés d'images de choses qui semblent fraîches, de lieux qui semblent intéressants, de gens qui ont des emplois, des carrières et des opportunités. Rien de tout cela n'arrivait là où je me trouvais. Vous êtes presque résignés. »
— Trent Reznor, Rolling Stone
Cependant, Reznor déclare plus tard : « Je ne veux pas donner l'impression d'avoir eu une enfance misérable ». Au Mercer Area Junior/Senior High School, Reznor apprend à jouer du saxophone et du tuba. Il est un membre du club de jazz et de la fanfare. L'ancien directeur, Dr Hendley Hoge se souvient de Reznor comme « très optimiste et amical ». Reznor s'inscrit ensuite au Allegheny College, où il étudie l'informatique.

## Carrière musicale

### Débuts
Alors qu'il est encore étudiant au Allegheny College, Reznor rejoint le groupe Option 30 et joue au moins trois concerts par semaine avec eux. Après une année à l'université, Reznor interrompt ses études et s'installe à Cleveland pour poursuivre sa carrière musicale. En 1985, il intègre The Innocent en tant que claviériste. Ils sortent un album Livin 'in the Street, mais Reznor quitte le groupe au bout de trois mois. En 1986, il rejoint Exotic Brids et il apparaît avec eux sous le nom de « The Problems » dans le film Light of Day sorti en 1987. Pendant cette période, il joue également du clavier avec le groupe Slam Bamboo.
Reznor obtient un emploi aux Right Track Studio en tant qu'ingénieur assistant et concierge. Le propriétaire du studio Bart Koster a commenté plus tard: « Il était tellement concentré dans tout ce qu'il faisait. Lorsque ce type cirait le sol, il était magnifique ». Reznor demanda à Koster la permission d'enregistrer ses propres chansons gratuitement pendant les heures de fermeture. Koster accepta, soulignant que cela lui a coûté « seulement un peu d'usure sur ses têtes de lecture ». Lors de l'écriture de ses premières chansons, Reznor s'avéra incapable de trouver un groupe qui pourrait interpréter ses chansons comme il le voulait. Il décida alors, inspiré par Prince, de jouer tous les instruments sauf la batterie. Le rôle de batteur est assuré par Reznor sur la plupart des enregistrements studio, bien qu'il fût parfois entouré de musiciens et d'assistants. Plusieurs labels répondirent favorables à sa première démo (un douze pouces); c'est ainsi que Reznor signa chez TVT. Neuf chansons de Right Track enregistrées en 1988 sont disponibles sur l'album Pretty Hate Machine (1989).

### Nine Inch Nails

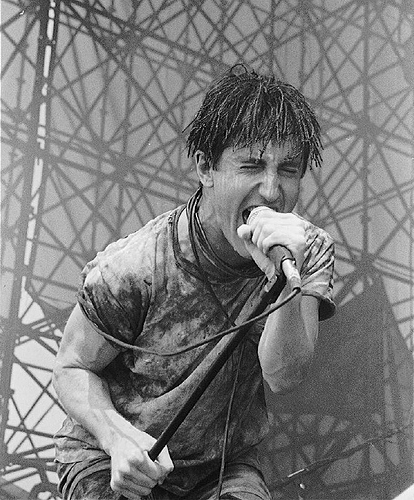
Trent Reznor à Lollapalooza en 1991.

Le premier album de Nine Inch Nails, Pretty Hate Machine, sort en 1989. Ce fut un succès commercial officialisé par un disque d'or en 1992. TVT Records envisagea donc de prendre le contrôle sur la direction musicale de Nine Inch Nails, ce qui eut pour conséquence de réduire la liberté artistique de Trent Reznor. Ce dernier ne l'entendit pas de cette oreille et entama une éprouvante bataille judiciaire avec sa maison de disques. Reznor commença à enregistrer secrètement sous divers pseudonymes pour éviter les interférences avec la maison de disques. Il en résulta un EP appelé Broken en 1992.
Nine Inch Nails participe au festival Lollapalooza durant l'été 1991, et remporte un Grammy Award en 1993 dans la rubrique « Best performance Heavy Metal » pour la chanson Wish.
Nine Inch Nails enregistre la suite de Pretty Hate Machine, The Downward Spiral, qui reste à ce jour l'album le plus vendu de Nine Inch Nails aux États-Unis. Pour enregistrer l'album, Reznor loue le manoir situé au 10050 Cielo Drive, tristement célèbre pour les meurtres de Sharon Tate et de plusieurs personnes en 1969 par des membres de la communauté de Charles Manson. Il y installe un studio d'enregistrement baptisé The Pig, en référence au mot laissé avec le sang de Sharon Tate par ses assassins sur la porte d'entrée. Reznor expliqua au magazine Entertainment Weekly qu'il avait pensé à beaucoup d'endroits, mais que celui-ci était son préféré.
Nine Inch Nails effectue de nombreuses tournées au cours des années qui suivent, y compris une performance au festival de Woodstock '94, malgré la préférence affichée du groupe pour les salles intimistes.

### Collaborations avec d'autres artistes
L'une des premières collaborations de Reznor est un projet parallèle du groupe de metal industriel Ministry sous le nom de 1000 Homo DJs. Reznor y chante une reprise de Black Sabbath (Supernaut). En raison de problèmes juridiques avec son label, la voix de Reznor doit être déformée jusqu'à la rendre méconnaissable. Le groupe enregistre également des versions alternatives avec Al Jourgensen au chant. Reznor chante les chœurs d'une chanson intitulée Past The Mission de Tori Amos. Il produit aussi le premier album de Marilyn Manson Portrait of an American Family et plusieurs morceaux de Smells Like Children (1995) et Antichrist Superstar (1996).
En 1995, Nine Inch Nails partage l'affiche de la tournée nord-américaine de David Bowie : Outside World.
En 1997, Reznor produit la chanson I'm Afraid of Americans de David Bowie et apparaît dans le vidéoclip de celle-ci.
Il fait plusieurs remixes pour la sortie du single de la-dite chanson, ainsi qu'un remix de The Hearts Filthy Lesson.
En 1998, il produit l'unique album de 2wo, projet de métal industriel de Rob Halford (Judas Priest).
En 2007, il coproduit l'album The Inevitable Rise and Liberation of NiggyTardust! de Saul Williams.
Reznor travaille en 2008 avec Peter Murphy, ex-chanteur du groupe Bauhaus, sur une reprise de la chanson Warm Leatherette de The Normal. Ils reprennent également ensemble des chansons de Joy Division telles que Dead Souls ou Atmosphere.
En 2013, il collabore avec le groupe Queens of the Stone Age sur leur album ...Like Clockwork. Reznor, Josh Homme, et Dave Grohl s'associent et composent ensemble la chanson Mantra pour la bande son du reportage Sound City.

### En tant qu'artiste indépendant

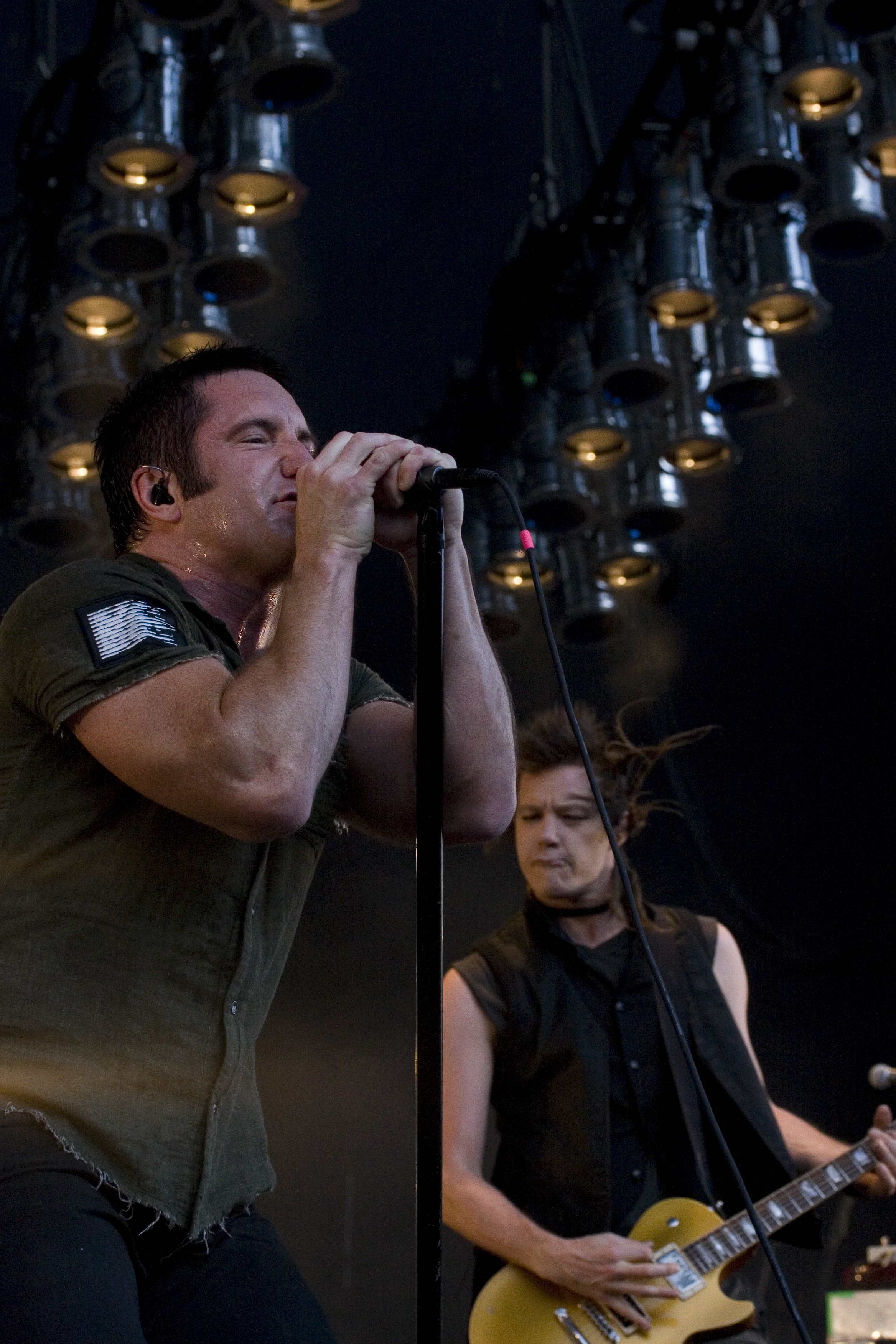
Trent Reznor et Robin Finck, à Santa Barbara, en Californie en 2009.

En mai 2008, Reznor fonde The Null Corporation et Nine Inch Nails sort un album studio The Slip en téléchargement gratuit sur son site internet, en indiquant « Celui-là est pour moi ». Un mois et demi après sa mise en ligne, The Slip a déjà été téléchargé plus de 1,4 million de fois.
En février 2009, Reznor déclare sur NIN.com, à propos de l'avenir de Nine Inch Nails : « J'ai réfléchi depuis un bon moment maintenant, il est temps de faire disparaître NIN pendant un certain temps ». Reznor précise dans une interview sur le site officiel que même si Nine Inch Nails ne se sépare pas, le groupe ne sera pas en tournée dans un avenir proche,.
En février 2013, Reznor annonce la reformation de Nine Inch Nails.

### How To Destroy Angels
En avril 2010, la création d'un nouveau groupe est confirmée. Reznor, sa femme, Mariqueen Maandig et Atticus Ross, forment How To Destroy Angels. Le groupe sort un EP de six chansons le 1er juin 2010, puis un album en mars 2013.

### Musique de film
Trent Reznor participe à la réalisation de la bande originale du film Tueurs nés d'Oliver Stone. Par la suite, il compose les morceaux Videodrones; Questions et Driver Down pour le thriller psychologique de David Lynch : Lost Highway
Le 16 janvier 2011, Trent Reznor et Atticus Ross reçoivent le Golden Globe de la meilleure musique de film lors de la 68e cérémonie des Golden Globes pour la musique de The Social Network, film réalisé par David Fincher. Le 27 février 2011, ils sont récompensés par l'Oscar de la meilleure musique de film lors de la 83e cérémonie des Oscars.
Dans The Social Network, Reznor utilise le Swarmatron, un synthétiseur analogique qui permet de produire des sons brumeux ou saccadés. Les morceaux Hands Covers Bruise et In motion en sont de bons exemples.
Il poursuit sa fructueuse collaboration avec le réalisateur en enregistrant la bande originale du film Millénium : Les Hommes qui n'aimaient pas les femmes. Avec la participation de Karen O au chant, Reznor et Atticus Ross produisent une reprise de la chanson Immigrant Song de Led Zeppelin. La chanson est utilisée dans le générique de début du film.
Plus tard, Reznor travaille de nouveau avec Atticus Ross et David Fincher pour le film Gone Girl (sorti en 2014).
Il signe ensuite, avec Atticus Ross, la bande originale du film d'animation Soul des studios Pixar, sorti en 2020.

### Séries télévisées
En 2017, l'artiste interprète la chanson She’s Gone Away (extraite de l’EP Not the Actual Events) avec Nine Inch Nails, dans l'épisode 8 de la série Twin Peaks: The Return réalisée par David Lynch.
En 2019, toujours avec Atticus Ross, il compose la bande-son de la série Watchmen créée par Damon Lindelof.

### Jeux vidéo
Reznor réalise la bande-son du jeu Quake sorti en 1996. Certaines armes du jeu sont d'ailleurs des pistolets à clous et les boîtes de leurs cartouches sont marquées du logo NIИ. Il est ensuite ingénieur du son pour le jeu Doom 3, Reznor étant un fan du jeu original. Cependant en raison de « temps, d'argent et de mauvaise gestion », il dut abandonner le projet, et son travail audio ne figure pas dans la version finale du jeu. Le 10 juillet 2012, Activision annonce via une vidéo trailer que Trent Reznor est le compositeur du thème principal du jeu Call of Duty: Black Ops II.

## Influences et style musical
Trent Reznor est un fan de David Bowie et cite l'album Low, paru en 1977, comme l'un de ses albums préférés. Reznor déclara avoir écouté cet album en boucle pendant l'enregistrement de The Downward Spiral.
Par ailleurs, il apprécie particulièrement l'album The Head on the Door de The Cure.
Dans le documentaire Rush: Beyond the Lighted Stage, Reznor considère le groupe Rush comme « l'un des meilleurs groupes », notamment pour leur utilisation des claviers dans l'album Signals.
Selon Reznor, la mort de Freddie Mercury a été plus marquante que celle de John Lennon. Nine Inch Nails reprend même la chanson Get Down, Make Love de Queen.
Trent Reznor s'est inspiré d'une multitude de courants musicaux comme le post-punk, l'industriel, le synthpop, le heavy metal et le punk rock. Dans plusieurs interviews, il mentionne les groupes Coil, Devo, The Cars, The Jesus and Mary Chain, My Bloody Valentine, Pere Ubu, Ministry, Soft Cell, Depeche Mode et le chanteur Gary Numan.

## Vie privée
Au cours des cinq années qui ont suivi la sortie de The Downward Spiral, Reznor a lutté avec la dépression, le trouble d'anxiété sociale et la mort de sa grand-mère, qui l'a élevé. Durant cette intense période de deuil, il devient dépendant à l'alcool et à l'héroïne; allant jusqu'à faire une overdose en 2000 à Londres pendant la tournée de The Fragile.
En 2001, il met fin à ses addictions.
En octobre 2009, Trent Reznor se marie à Mariqueen Maandig. Leur premier fils, Lazarus Echo, est né en octobre 2010. Leur deuxième fils, Balthazar, est né le 31 décembre 2011. Leur troisième enfant est né le 1er novembre 2015.

## Discographie

### Avec le groupeHow To Destroy Angels
- 2010: How to Destroy Angels (EP)
- 2012: An Omen (EP)
- 2013: Welcome Oblivion

### Bandes originales en collaboration avecAtticus Ross

#### Films

##### Années 2010
- 2010 : The Social Network de David Fincher
- 2011 : Millénium : Les Hommes qui n'aimaient pas les femmes (The Girl with the Dragon Tattoo) de David Fincher
- 2014 : Gone Girl de David Fincher
- 2016 : Traque à Boston (Patriots Day) de Peter Berg
- 2018 : 90's (Mid90s) de Jonah Hill
- 2018 : Bird Box de Susanne Bier
- 2019 : Watchmen (série HBO) de Damon Lindelof
- 2019 : Waves de Trey Edward Shults

##### Années 2020
- 2020 : Mank de David Fincher
- 2020 : Soul de Pete Docter
- 2022 : Bones and All de Luca Guadagnino
- 2022 : Empire of Light de Sam Mendes
- 2023 : Ninja Turtles: Teenage Years (Teenage Mutant Ninja Turtles: Mutant Mayhem) de Jeff Rowe et Kyler Spears
- 2023 : The Killer de David Fincher
- 2024 : Challengers de Luca Guadagnino
- 2024 : Queer de Luca Guadagnino
- 2025 : The Gorge de Scott Derrickson
- 2025 : After the Hunt de Luca Guadagnino
- 2025 : Tron: Ares de Joachim Rønning

## Distinctions

### Récompenses
- Golden Globes 2011 : Meilleure musique de film pour The Social Network (avec Atticus Ross)
- Oscars 2011 : Meilleure musique de film pour The Social Network (avec Atticus Ross)
- Golden Globes 2021 : Meilleure musique de film pour Soul (avec Atticus Ross)
- Oscars 2021 : Meilleure musique de film pour Soul (avec Atticus Ross)
- Golden Globes 2025 : Meilleure musique de film pour Challengers (avec Atticus Ross)

### Nominations
- Satellite Awards 2015 : meilleure musique de film pour Gone Girl (avec Atticus Ross)
- Golden Globes 2015 : meilleure musique de film pour Gone Girl (avec Atticus Ross)
- Critics' Choice Movie Awards 2015 : meilleure musique de film pour Gone Girl (avec Atticus Ross)
- British Academy Film Award 2021 : meilleure musique de film pour Mank (avec Atticus Ross)
- Golden Globes 2021 : meilleure musique de film pour Mank (avec Atticus Ross)
- Oscars 2021 : meilleure musique de film pour Mank (avec Atticus Ross)
- Golden Globes 2025 : meilleure chanson originale pour Compress/Repress (avec Atticus Ross et Luca Guadagnino) dans Challengers